# 四国乳業
四国乳業株式会社（しこくにゅうぎょう、Shikoku nyugyou corporation）は、愛媛県東温市に本社を置く乳業メーカー。「らくれん」というブランドで四国や関西を中心に販売されている。
「らくれん」ブランドは設立母体の愛媛県酪農業協同組合連合会に由来している。

## 事業所案内
- 本社・四国西支店 - 愛媛県東温市南方955-1
- 本社工場- 愛媛県東温市南方1055-1
- 関西支店・京都工場 - 京都府八幡市岩田南野15-1
- 四国東支店 - 香川県丸亀市綾歌町栗熊東62-3
- 四国西支店高知営業所 - 高知県南国市左右山字札場683
- 四国東支店徳島営業所 - 徳島県板野郡松茂町満穂開拓86

## 沿革
- 1968年3月28日 - 「四国乳業株式会社」設立。
- 1969年4月 - 温泉郡重信町（現:東温市）に松山工場を建設。松山枝松工場を廃止。
- 1971年7月 - 高知四国乳業株式会社と合併。四国乳業高知工場として開設。
- 1972年2月 - 香川乳業協同株式会社と合併。四国乳業坂出工場として開設、高松工場を廃止。
- 1973年7月 - 高松東部農業協同組合他7農協が加入。
- 1975年3月 - 本社を松山市山越に移転。
- 1977年
  - 3月 - 愛媛県酪連に準会員で加入。
  - 11月 - 松山工場管理事務所を新設。
- 1978年6月 - 高知工場を増改築。
- 1980年
  - 5月 - 農畜産振興事業団（現:農畜産業振興機構）より1億5千万円の出資を受け、クリームチーズ工場を松山工場内に建設。
  - 9月 - 生産者らくれん会（高知）加入。
- 1981年3月 - 本社を松山市三番町の農協ビルに移転。
- 1990年3月 - メイファーム製品農林水産省食品流通局長賞受賞。
- 1994年
  - 3月 - 農畜産振興事業団（現:農畜産業振興機構）より3億円、愛媛県より4千3百万円の出資を受ける。
  - 7月 - 株式会社デイリーサービス設立。

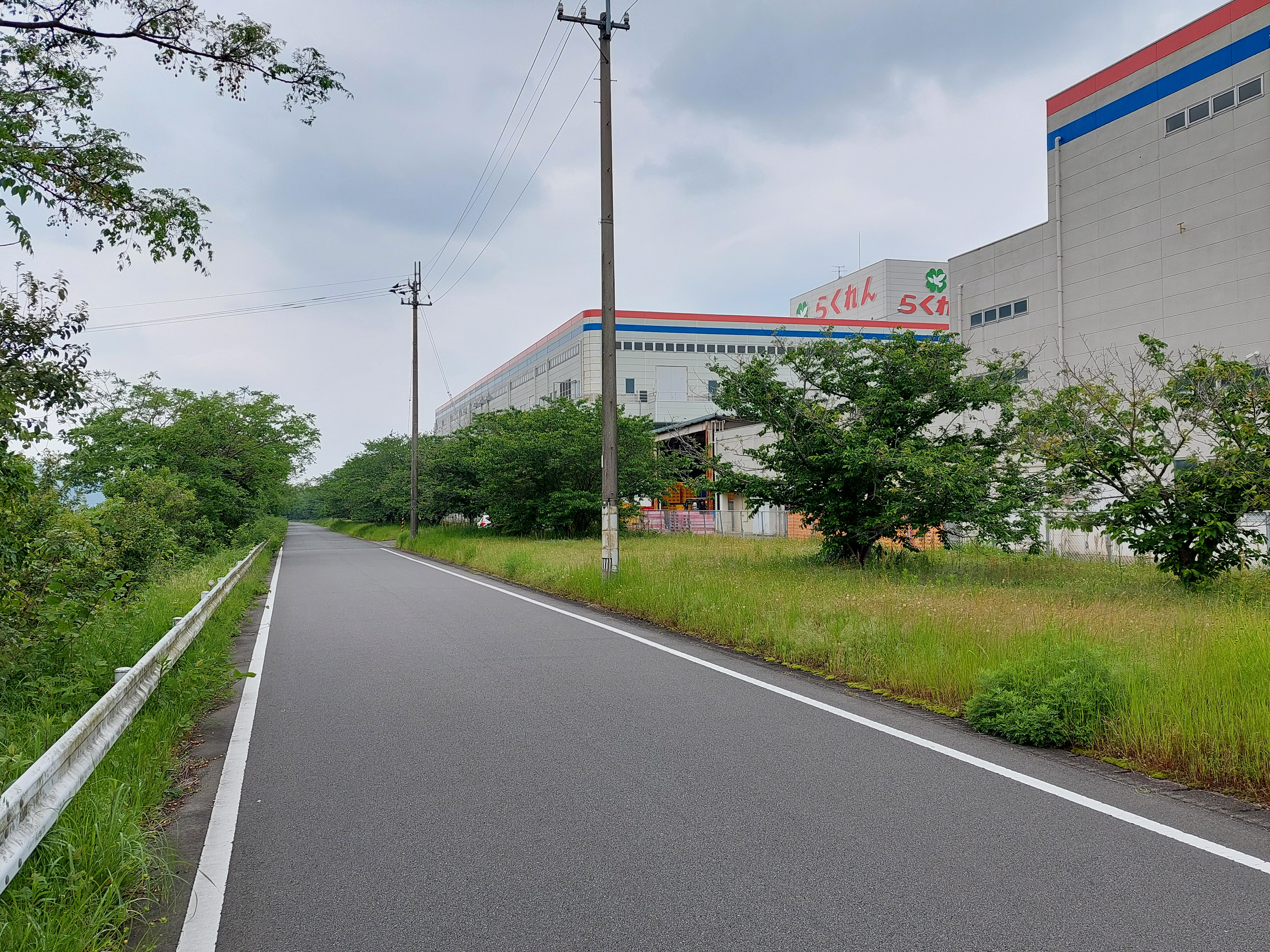
本社工場

- 1995年2月 - 温泉郡川内町（現:東温市）に本社工場を建設。松山工場、今治工場、高知工場は本社工場に集約し廃止。
- 1996年10月 - 組織再編より愛媛県酪農業協同組合連合会から製造（京都工場）・販売部門の移管を受ける。
- 1997年4月 - 本社社屋を本社工場内に建設。
- 2002年4月 - 広島営業所、岡山営業所を廃止して、愛媛、香川両支店へ吸収。
- 2007年2月 - 京都工場の設備増強。
- 2012年4月 - 関東支店を開設。
- 2014年
  - 5月 - 坂出工場を閉鎖。
  - 11月 - 四国東支店（旧香川支店）を坂出府中町から坂出市江尻町へ移転。
- 2018年5月 - 四国東支店（旧香川支店）を坂出市江尻町から丸亀市綾歌町へ移転。
- 2019年10月
  - 京都工場FSSC22000認証取得。
  - 本社工場FSSC22000認証取得。
- 2021年4月 - 四国西支店高知営業所（旧高知支店）を高知市大津乙から南国市左右山へ移転。
- 2023年
  - 3月 - 高知工場閉鎖。
  - 4月 - 四国東支店徳島営業所を板野郡北島町から板野郡松茂町へ移転。

## グループ会社
- 株式会社らくれん販売
- 株式会社デイリーサービス